# 地球的未來

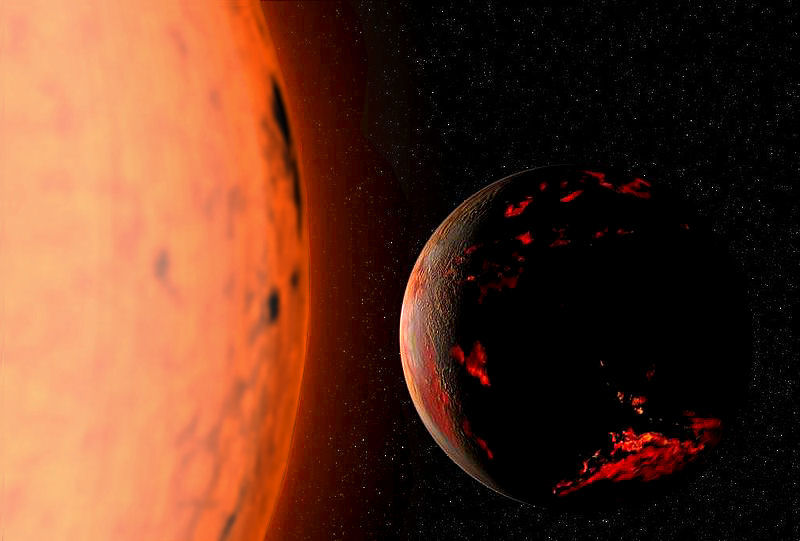
70億年後太陽進入紅巨星階段，地球被燒成焦土的意想圖。

地球的未來可以由幾個地球長期的轉變估計，包括地球表面的化學狀態、地球内部冷卻的速度、地球與其他太陽系行星的攝動，以及太陽光度穩定的增長。這個估計當中有一個不明朗的因素，那就是人類科技的發展對於地球所作的持續變化，包括可以對地球造成明顯變化的地質工程。目前的生態危機主要是由人類科技發展導致，而其影響可能會持續長達500萬年。科技發展亦可能導致人類滅絕，使地球回復到緩慢的進化步伐及長期的自然過程。
在數以億年計的時間尺度，隨機的天體事件可以對全球性生物圈帶來威脅，這可能會導致物種大滅絕。這些天體事件包括100光年內的超新星爆發，直徑為5-10公里（3.1〜6.2英里）以上的彗星或小行星。其他大型地質事件更具可預測性。如果忽略全球暖化的長期影響，米蘭科維奇循環估計地球將會繼續處於冰期至少到第四紀冰河時期結束。這是由地球軌道的離心，轉軸傾角及進動現象的因素導致。隨着超大陸旋迴的進行，地球板塊將可能在2.5至3.5億年間形成一個超大陸。在15至45億年後，地球的轉軸傾角可能出現最多90度的變化。
在未來40億年中，太陽的光度會持續增加，令抵達地球表面的太陽輻射亦持續上升。這樣會令矽酸鹽的風化作用加速，並使地球大氣的二氧化碳濃度下降。在6億年內，大氣中二氧化碳的濃度將低於維持C3類植物光合作用所需的最低標準。
C4類植物雖然能在二氧化碳濃度低至百萬分之十的環境下生存，但長期來說地球的植物是趨向滅亡，而動物也會因欠缺氧氣的補充在數百萬年後滅種。
在10億年後，太陽光度將高於目前11%，這足以令大氣層成為“溫室”，使海水大量蒸發，而板塊構造很可能到此結束。然後，地球的核心發電效應也會消失，令大氣的磁層衰減，大氣外層的揮發性物質會加速散失。由于这些过程，多细胞生命形式可能在大约8亿年内灭绝，真核生物在13亿年内灭绝，原核生物能坚持更长的时间，但是它们可能不得不躲藏在两极的深处。至28亿年后，最后的原核生物也将灭绝。40億年後，上升的地球氣溫會引發逃逸溫室效應，至此地球将无法维持任何生命形式。地球最有可能的命運是，75億年後進入紅巨星階段的太陽膨脹到地球的軌道，並可能把地球吸收。虽然届时地球轨道可能因为太阳质量的散失而向外延伸至目前火星的位置，但即便地球因此幸存，也只会最终变成一颗“烧焦的石头”。

## 人類活動的影響
人類對地球生物圈有關鍵影響，其龐大的人口主導著地球上許多生態系統，現階段人類活動已經產生了地球表面顯著的變化。超過三分之一的土地面積被人類改動，並使用了全球約20％的初級生產。工業革命以來，大氣中二氧化碳的濃度增加了近30％。這導致了廣泛及持續的物種滅絕，總稱為全新世滅絕事件。自20世紀50年代以來，人類活動所造成的大規模物種滅絕佔總物種數約10％（截至2007年）。目前大約有30％的物種有在未來一百年內滅絕的危機。現代的物種滅絕事件主要是棲息地的破壞、廣泛分佈的入侵物種、人類的狩獵与氣候變化的結果。物種滅絕的後果會持續至少500萬年，這可能會導致地球生態的生物多樣性下降。 
目前有多個已知可對人類生存造成威脅甚至使人類滅亡的危機。這些由人類自身造成的危機包括奈米科技的誤用、核戰爭、基因工程造成的疾病，或由一些物理實驗所造成的大型災難。同樣，一些自然事件可能造成世界末日的威脅，包括致命性的疾病、小行星或彗星的撞擊事件、失控的溫室效應及資源枯竭。然而，計算這些情況發生的實際可能性十分困難
。
如果人類滅絕，人類建造的各樣建筑物將開始腐爛。大型建筑物的半衰期估計約為1000年。能存在最長時間的建筑物有可能是露天礦場、大型垃圾填埋場、運河、主要公路及大型水壩。一萬年後，幾個巨大的石碑如吉薩金字塔群或拉什莫爾山仍可能以某種形式生存。

## 另見
- 地球歷史
- 遙遠未來的時間線
- 行星適居性
- 太阳系稳定性问题